# Zorba il greco (libro)
Zorba il greco (Βίος και Πολιτεία του Αλέξη Ζορμπά, Víos kai Politeía tou Aléxi Zorbá, lett. "La vita e il tempo di Alexis Zorba") è un romanzo del 1946 dello scrittore greco Nikos Kazantzakis.

## Trama
La vicenda si svolge a Creta intorno agli anni 30 del XX secolo. Il romanzo narra l'incontro dell'autore Kazantzakis con l'operaio-giramondo Alexis Zorba, un anziano macèdone che viene assunto dal padrone, il giovane narratore intellettuale e inesperto della vita, come capo operaio alla miniera di lignite affittata presso un piccolo villaggio sul litorale meridionale di Creta. I due conducono vita separata durante il giorno, uno al lavoro nella miniera l'altro a leggere e scrivere, ma a sera condividono il pasto e la casa in riva al mare presa in affitto da Madame Hortense, un'attempata prostituta ex cantante di cabaret che presto si innamora di Zorba e che sposerà in una finta cerimonia in riva al mare. 
I momenti liberi trascorsi assieme sono occasione per il giovane di conoscere la vita e il mondo attraverso gli accadimenti e i racconti di Zorba, che lungi dal considerarsi arrivato, vive ogni istante con entusiasmo, goliardìa e giocosità toccando talora i vertici di una poesia spontanea che affonda le radici nel rapporto quotidiano e viscerale con tutti gli elementi della natura. In lui la rudezza sfacciata convive con la tenerezza sensuale, quando le mani callose da gran lavoratore accarezzano le corde del salterio per farne uscire struggenti melodie, o quando il suo corpo non più giovane ma ancora forte diventa agile nelle danze improvvisate sulla spiaggia. 
I dialoghi, a volte accesi, sulla vita, sui libri, sulla religione, mettono a confronto due posizioni spesso contrapposte che portano però a consolidare un'amicizia istintiva e profonda tra i due.
Alla vicenda dei due protagonisti fanno da sfondo, come in un'azione corale, il villaggio rurale abitato da uomini e donne dalla vita semplice e austera e il monastero sul monte vicino dal quale Zorba acquista un bosco per incrementare lo sviluppo dell'attività e costruire una teleferica.  Leggi antiche e spietate regolano la vita degli abitanti del paese e quando, per l'amore non ricambiato verso una vedova, si suicida il giovane Pavlis, tutto il villaggio, con le donne in prima fila, grida alla vendetta.
Vita e morte si alternano per tutto il romanzo e i due protagonisti si avvicinano pericolosamente e quasi sprezzanti all'una e all'altra: Zorba rischia la vita in un crollo della miniera; il “padrone” ha un incontro amoroso con la vedova; entrambi sono testimoni dell'omicidio di un giovane monaco; il giorno di Pasqua, mentre il villaggio è in festa, assistono alla tragica fine della vedova, che solo Zorba tenta di difendere, uccisa davanti alla chiesa da Mavrandonis, il padre di Pavlis; ritrovano morto sulla spiaggia un secondo monaco, Zacarìas che, tormentato dalla sua condizione infelice, aveva finito per dar fuoco al monastero.
Il progetto di ampliamento dell'attività fallisce miseramente con il crollo della teleferica il giorno dell'inaugurazione e ciò pone fine al sodalizio fra il giovane e l'anziano, ma non alla loro amicizia. I due si separano ma periodicamente arriva per posta uno scritto di Zorba che annuncia la sua nuova condizione di vita. Dopo alcuni anni di silenzio, una lettera del maestro di un villaggio serbo comunica al giovane narratore la morte di Alexis Zorba.

## Filmografia
- Zorba il greco